# Dolmeny v Antequeře
Dolmeny v Antequeře je název jedné ze španělských památek světového kulturního dědictví UNESCO. Nachází se v Andalusii, provincii Málaga, ve městě Antequera. Pod ochranou UNESCA se nacházejí dolmeny Menga, Viera a Tholos de El Romeral společně s přírodními úkazy Peña de los Enamorados (vápencová skála) a Torcal de Antequera (krasové pohoří).
Tyto monumenty, postavené v období neolitu a doby bronzové z velkých kamenných bloků, jsou tvořeny vnitřní komorou se střechou provedenou z velkých kamenných překladů či formou falešné kopule. Stavby sloužily jako pohřebiště a jsou jedním z nejvýznamnějších stavebních děl evropského pravěku a příkladů megalitické architektury.

## Fotogalerie

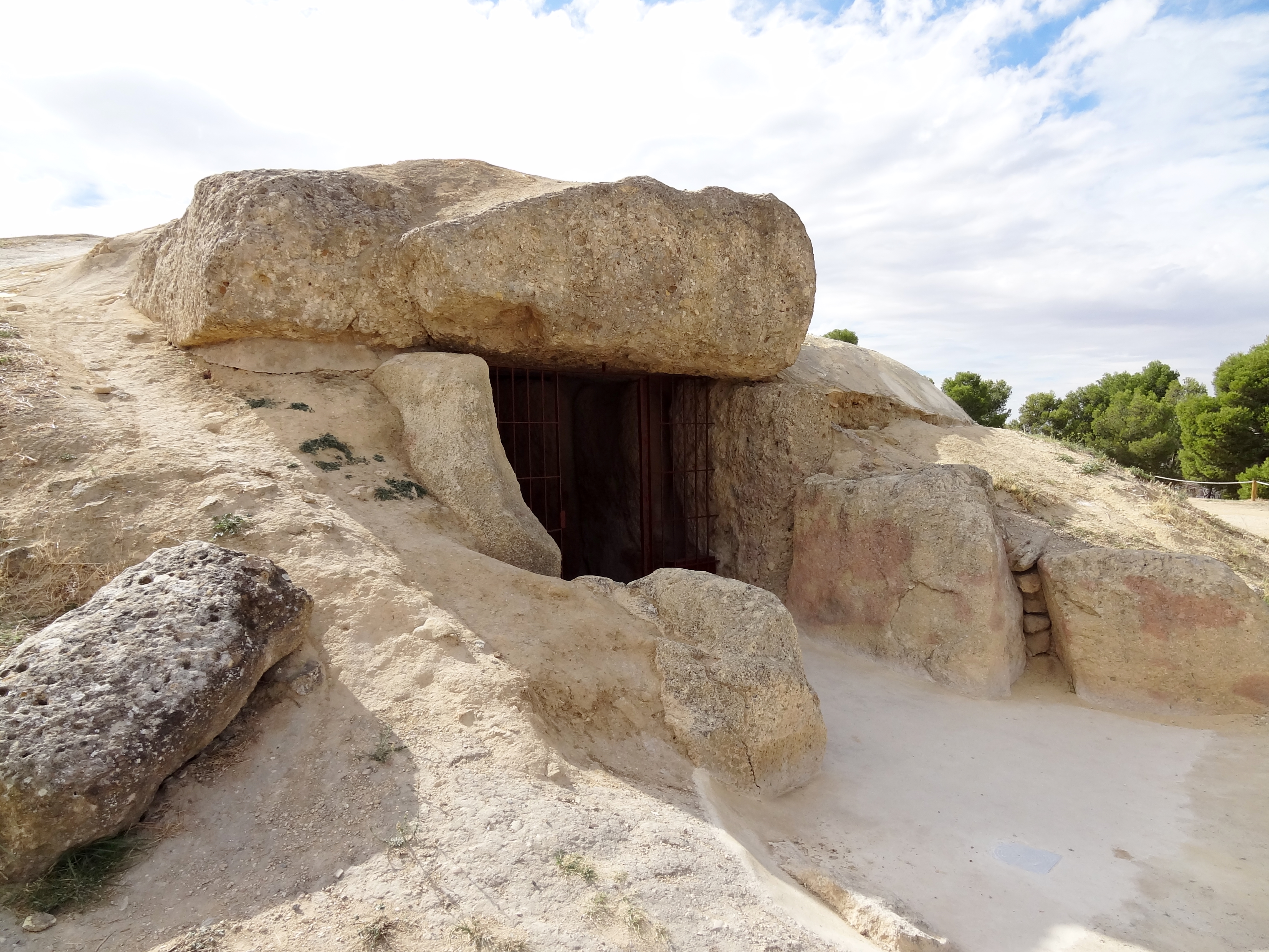
dolmen Menga
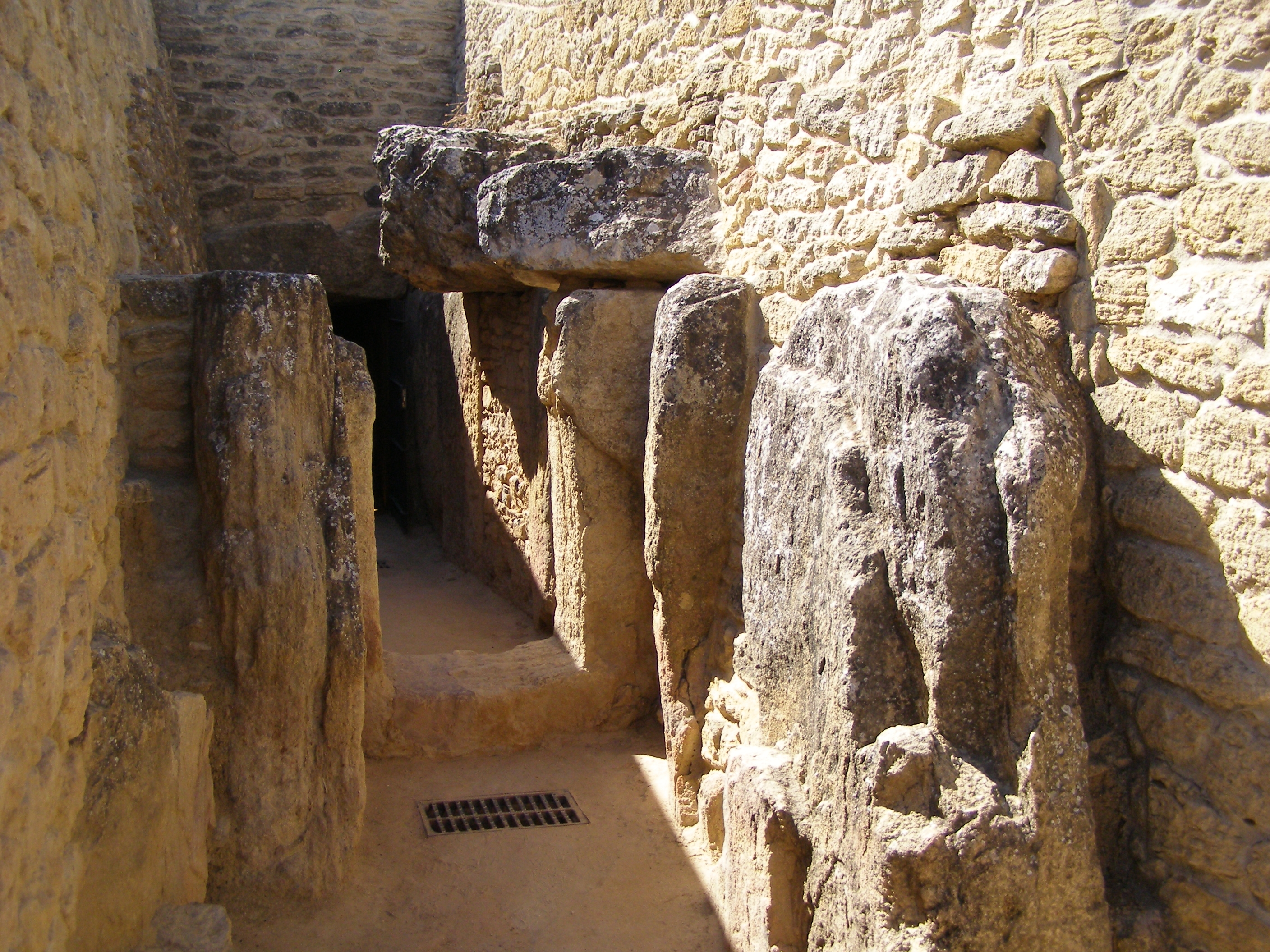
dolmen Viera
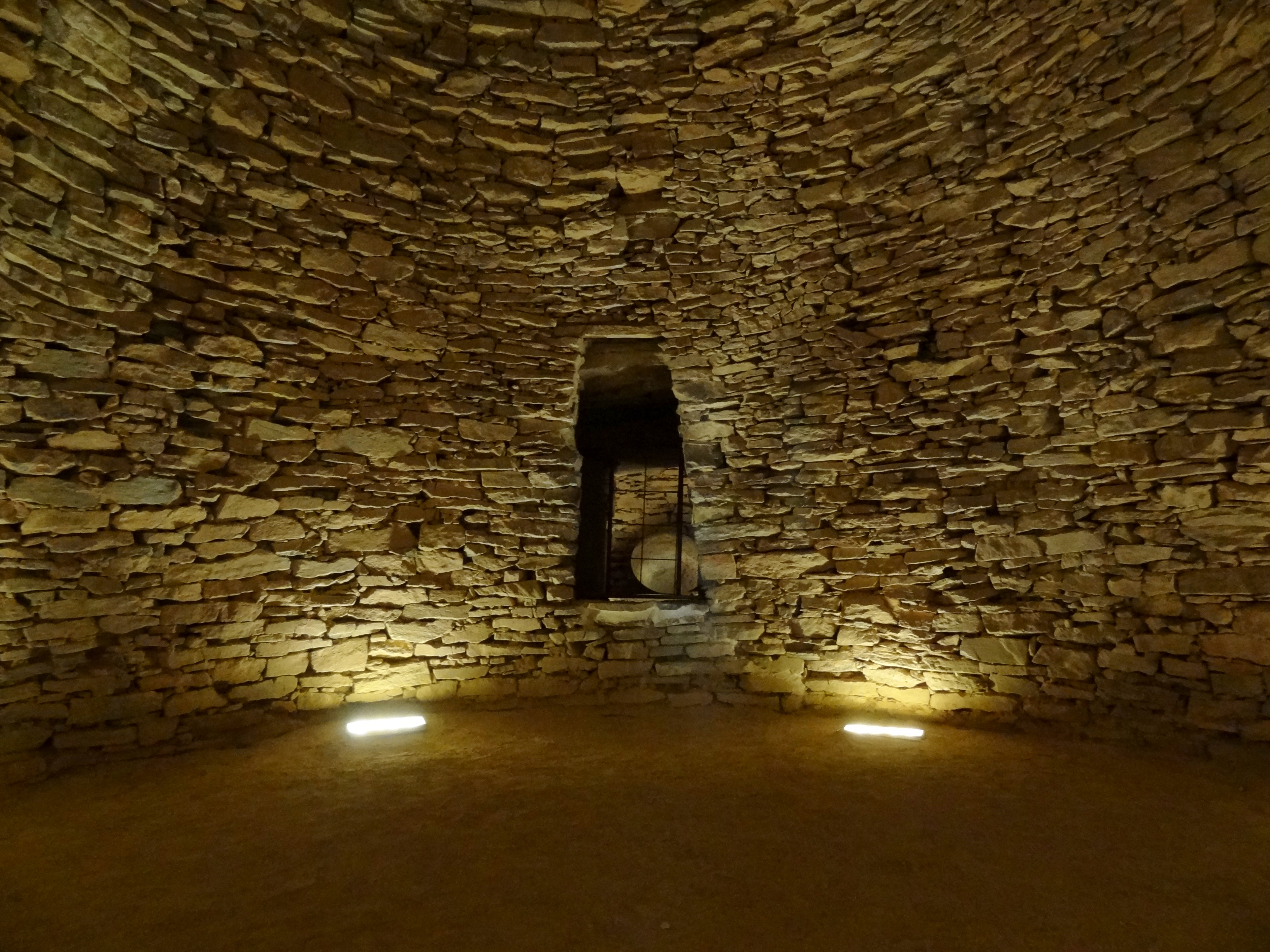
Tholos de El Romeral
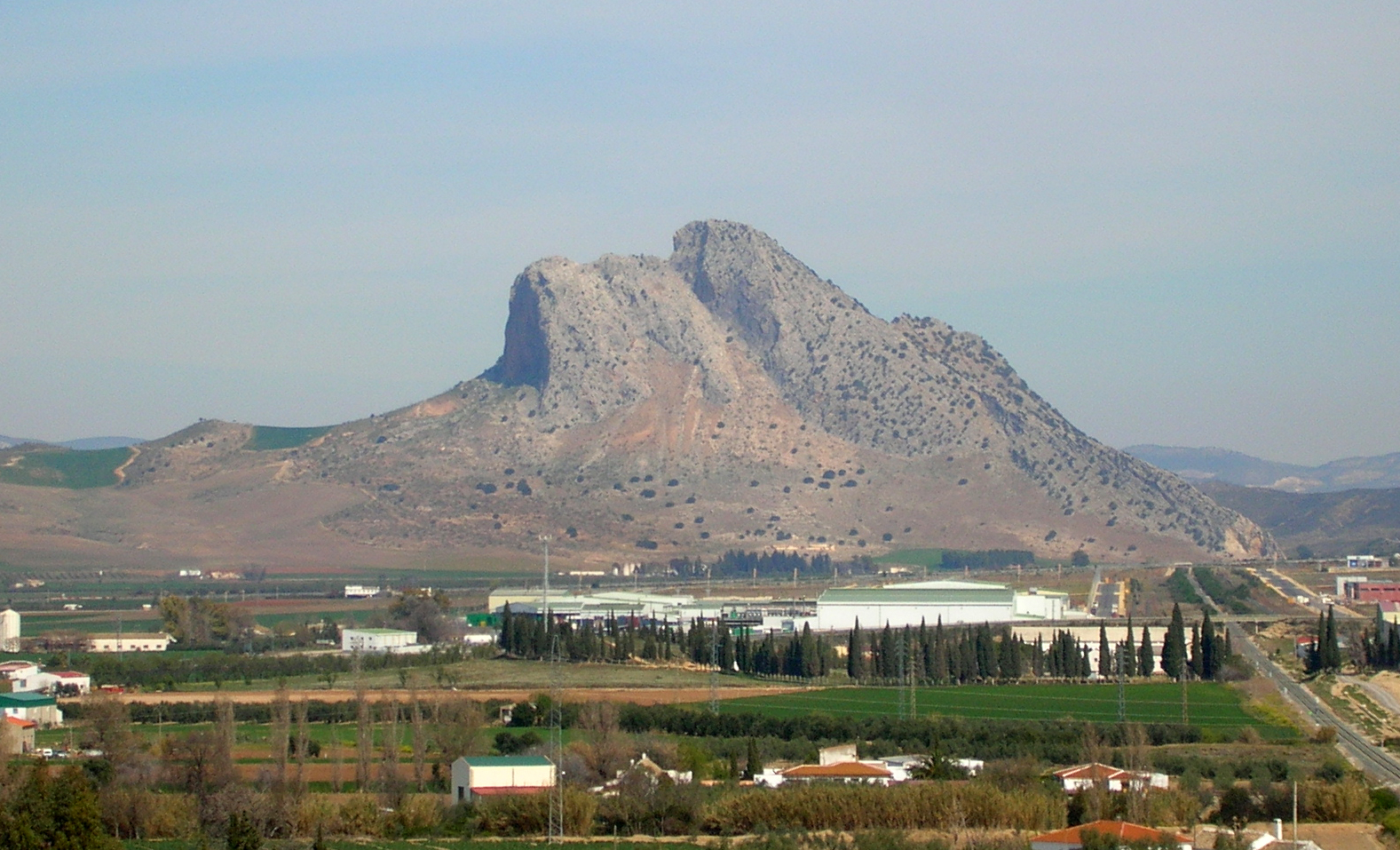
Peña de los Enamorados
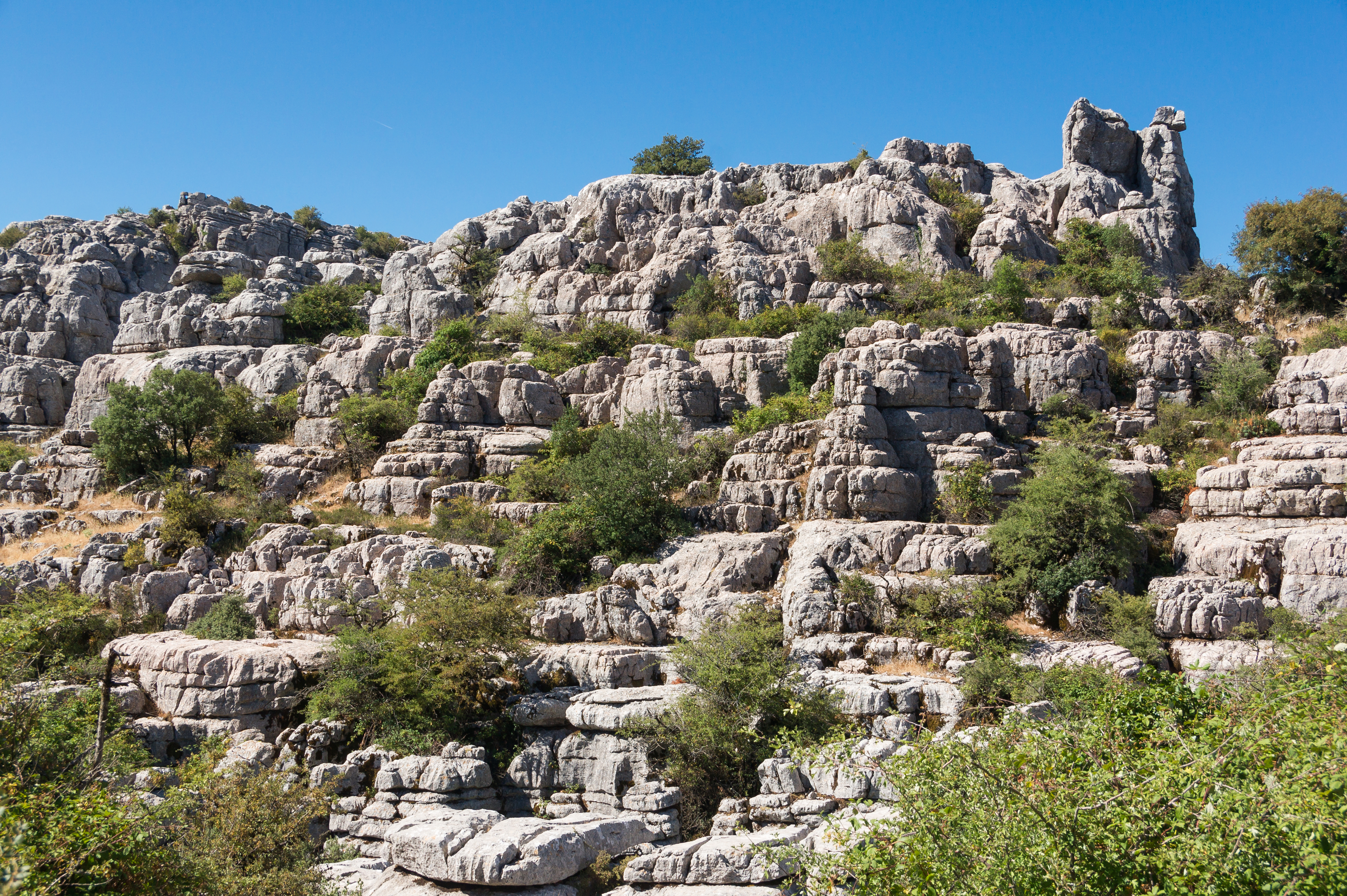
El Torcal de Antequera